# صالح بن مرداس
أسد الدولة صالح بن مرداس (414-419هـ / 1024-1029م) أول أمراء أسرة بني مرداس التي حكمت حلب خلال أعوام 414-472 هـ / 1024-1079 م، على أنقاض الدولة الحمدانية. استولى على حلب سنة 414 هـ من مرتضى الدولة منصور بن لؤلؤ الجراحي غلام أبي الفضائل ابن سعد الدولة نصر بن سيف الدولة الحمداني نيابة عن الخليفة الفاطمي الظاهر بن الحاكم بأمر الله الفاطمي. فأرسل إليه الفاطميون جيشاً بقيادة أنوشتكين أمير دمشق، التقى بصالح وجيشه عند موقع الأقحوانة شرقي بحيرة طبرية، فقُتل صالح وأحد أولاده عام 419هـ/1029م وحمل رأسيهما إلى مصر. وكان حكمه لحلب 6 سنوات، ثم خلفه بالحكم ابنه نصر الذي نجا من تلك المعركة.

## البداية

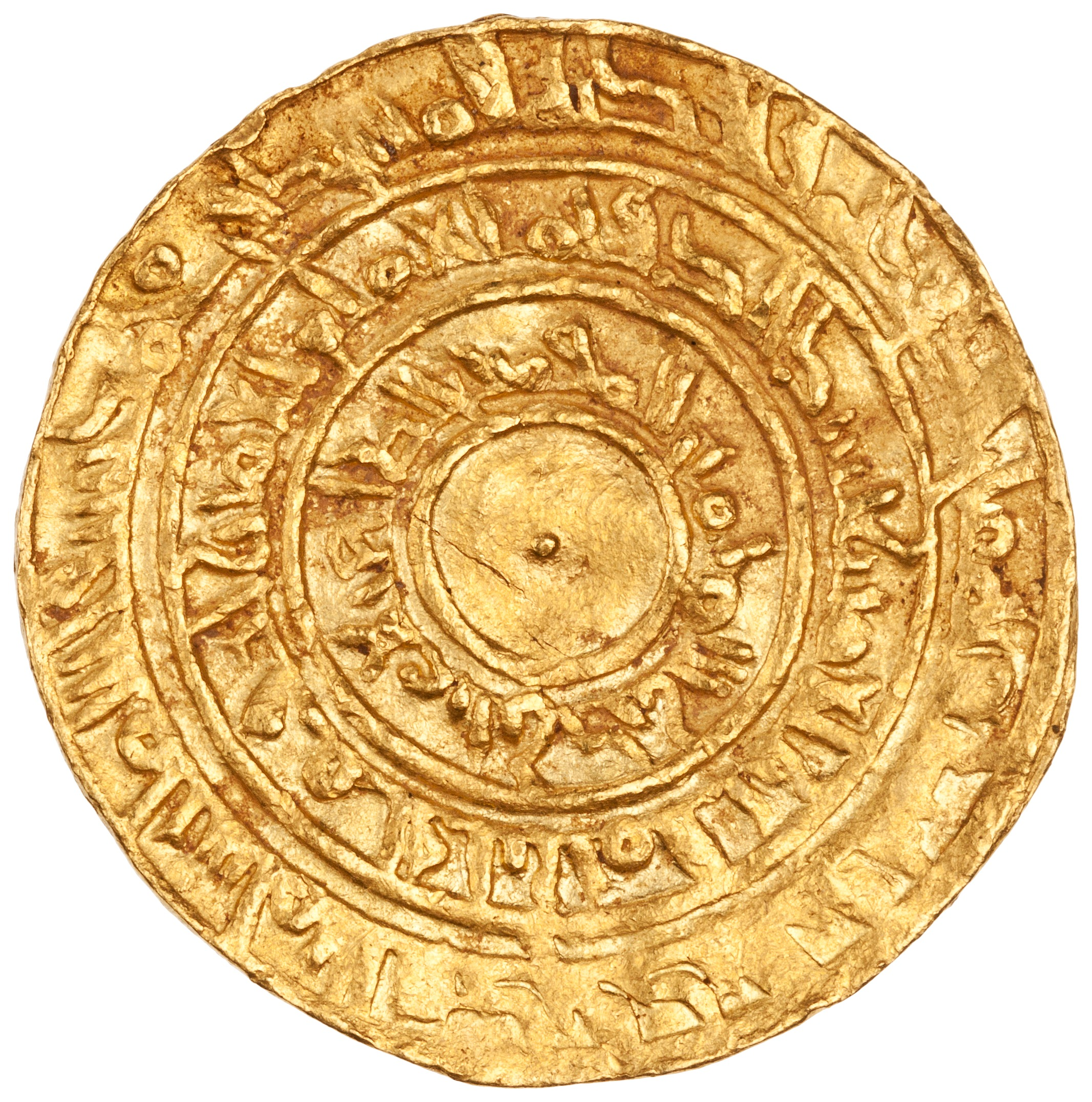
الوجه الآخر للعملة

### في الرحبة
كان ابتداء أمر صالح بن مرداس ملك الرحبة. وكان رئيس الرحبة ابن مجلكان (وقيل ابن محكان كما يقول ابن الأثير بكتابه الكامل في التاريخ) فاستبد بها وكان ذلك عام 398 هـ / 1008 م. وبعث إلى صالح بن مرداس يستعين به على أمر فأقام عنده مدة ثم فسد ما بينهما وقاتله صالح. ثم إصطلحا وزوجه ابن مجلكان إبنته ودخل البلد، إلا أنه كان أكثر مقامه بالحلة. ثم انتقل ابن مجلكان إلى عانة بأهله وماله بعد أن أطاعوه وأخذ رهنهم. ثم نقضوا وأخذوا ماله وسار إليهم ابن مجلكان مع صالح فوضع عليه صالح من قتله وسار إلى الرحبة فملكها واستولى على أموال ابن مجلكان وأقام دعوة العلويين في مصر.

### في حلب
عندما مات سعد الدولة الحمداني بسبب الفالج، نصب مولاه أبي نصر بن لؤلؤ كبير دولته ابنه أبا الفضائل بن سعد الدولة سنة 381هـ / 992 م. ثم مالبث أن انقلب عليه وعزله وأخذ البلد منه ومحا دعوة العباسية وخطب للحاكم الفاطمي فلقبه الحاكم مرتضى الدولة. ثم مالبث أن فسد حاله مع الخليفة الفاطمي، فطمع فيه بنو كلاب بن ربيعة، وكانوا يطالبونه بالصلات والخلع. فاجتمعوا سنة 402هـ / 1012 في خمسمائة فارس ودخلوا مدينة حلب فأمر ابن لؤلؤ بإغلاق الأبواب والقبض عليهم فقبض على مائة وعشرين رجلا منهم صالح بن مرداس وحبسهم وقتل مائتين وأطلق من لم يفكر به.
وكان لصالح زوجة وهي ابنة عمه فوصفت لابن لؤلؤ فخطبها إلى إخوتها وكانوا في حبسه فذكروا له أن صالحًا قد تزوجها فلم يقبل منهم وتزوجها ثم أطلقهم وبقي صالح بن مرداس في الحبس فتوصل حتى صعد من السور وألقى نفسه من أعلى القلعة إلى تلها واختفى في مسيل ماء. وحاول جند ابن لؤلؤ اللحاق بع ولكنه افلت منهم، فبقي مختبئا حتى سكن عنه الطلب، ثم سار بقيده ولبنة حديد في رجليه حتى وصل قرية تعرف بالياسرية فرأى ناسًا من العرب فعرفوه وحملوه إلى أهله في مرج دابق فجمع ألفي فارس فقصد حلب وحاصرها اثنين وثلاثين يومًا فخرج إليه ابن لؤلؤ فقاتله فهزمهم صالح وأسر ابن لؤلؤ وقيده بقيده الذي كان في رجله ولبنته.
وكان لابن لؤلؤ أخٌ فنجا وحفظ مدينة حلب. ثم إنه بعث إلى صالح في فدية أخيه وشرط له ما شاء، فلما استقر الحال بينهما أخذ رهائنه وأطلقه فقالت أم صالح لابنها: قد أعطاك الله ما لا كنت تؤمله فإن رأيت أن تتم صنيعك بإطلاق الرهائن فهو المصلحة فإنه إن أراد الغدر بك لا يمنعه من عندك فأطلقهم فلما دخلوا البلد حمل ابن لؤلؤ إليه أكثر مما استقر وكان قد تقرر عليه مائتا ألف دينار ومائة ثوب وإطلاق كل أسير عنده من حلب. ثم انه اتهم مولاه فتحاً وكان نائبه على القلعة بالمداخلة في هزيمته فأجمع نكبته. ونمي إليه الخبر فكاتب الحاكم العلوي وأظهر دعوته وانتقض على ابن لؤلؤ فأقطعه الحاكـم صيـدا ولحـق ابن لؤلـؤ بالـروم فـي إنطاكيـة فأقـام عندهـم. ولحق فتح بصيدا. واستعمل الحاكـم علـى حلـب مـن قبلـه.
وكان للفاطميين بالشام نائب يعرف بأنوشتكين الدزبري وبيده دمشق والرملة وعسقلان وغيرها فاجتمع حسان أمير بني طي وصالح بن مرداس وسنان بن عليان وتحالفوا واتفقوا على أن يكون من حلب إلى عانة لصالح ومن الرملة إلى مصر لحسان ودمشق لسنان فسار حسان إلى الرملة فحصرها وبها أنوشتكين فسار عنها إلى عسقلان واستولى عليها حسان ونهبها وقتل أهلها وذلك سنة 414 هـ/ 1024 م أيام الظاهر لإعزاز دين الله خليفة مصر.

## الإمارة
قصد صالح حلب وبها وال تابع للفاطميين يسمى بإبن ثعبان وبالقلعة خادم اسمه بموصوف فأما أهل البلد فسلموه إلى صالح لإحسانه إليهم ولسوء سيرة الفاطميين معهم وصعد ابن ثعبان إلى القلعة فحصره صالح بالقلعة فغار الماء الذي بها فلم يبق لهم ما يشربون فسلم الجند قلعة حلب إليه وذلك سنة 414هـ / 1024 م وملك من بعلبك إلى عانة وأقام بحلب ست سنين. تحالف المرداسيون بعد ذلك مع القبائل البدوية في بلاد الشام وتمكنوا من السيطرة على الجزء الشمالي منها. ابن شداد، في كتابه «الاعلاق الخطيرة»، يقول: ان صالح بن مرداس ملك حصن ابن عكار سنة 416.هـ كما قال ابن العديم، في «زبدة حلب»، انه في سنة 416 هـ ملك صالح حمص وبعلبك وحصن ابن عكار بناحية طرابلس.
ولم يسلم الفاطميون بذلك، بل أرسلوا جيشاً بقيادة أنوشتكين عام 419هـ/1029م لقتال صالح بن مرداس وحسان أمير بني طيئ وكان حسان قد استولى على الرملة. فاتفق صالح وحسان على قتال أنـوشتكين وسار صالح من حلب إلى حسان واجتمعا على الأردن عند موقع الأقحوانة شرقي بحيرة طبرية، ووقع بينهم القتال فقُتل صالح وأحد أولاده وانهزم جيشه، ونفذ رأساهما إلى مصر، فنجا ولداه نصر وثمال وسارا إلى حلب. وكان نصر المذكور شبل الدولة وبقي شبل الدولة بن صالح مالكاً لحلب إلى سنة 429هـ / 1038م وذلك في أيام المستنصر بالله الفاطمي صاحب مصر.